# Abd al-Malik ibn Marwan
Abd al-Malik ibn Marwan (646–705) (arabisk:عبد الملك بن مروان) var den femte kalif af Umayyade-kalifatet. Han blev født i Mekka og voksede op i Medina; begge byer ligger i det nuværende Saudi-Arabien. Abd al-Malik var en veluddannet mand og dygtig regent på trods af de mange politiske problemer, der besværliggjorde hans styre. Ibn Khaldun beskriver ham således: “Abdul Malik Ibn Marwan is one of the greatest Arab and Muslim Caliphs. He followed in the footsteps of `Umar Ibn Al-Khattab, the Commander of the Believers, in regulating state affairs.”
Under hans styre blev alle vigtige optegnelser oversat til arabisk, og for første gang blev en speciel valuta slået for den muslimske verden, hvilket ledte til krig med det Byzantinske Rige og Justinian 2. Byzantinerne blev ledt af Leontios i Slaget ved Sebastopolis i 692 i Lilleasien, men blev slået af kaliffen efter et stort frafald af slaver. Den islamiske valuta blev derefter gennemført i hele den islamiske verden.
Derudover sørgede ibn Marwan også for mange reformer, hvad angår agerbrug og handel. Han styrkede det islamiske styre og udvidede det, gjorde arabisk til officielt sprog og organiserede en regelmæssig postservice.

## Fodnoter
1. ↑  Classical Islam G.Gunebam